# Aeroportul Manja
Aeroportul Manja (IATA: MJA, ICAO: FMSJ) este un aeroport din Manja⁠(d), Distrikan'i Manja⁠(d), Regiunea Menabe, Madagascar ce deservește zona Manja⁠(d). A fost numit după zona deservită.
Situat la o altitudine de 240 m, aeroportul dispune de o singură pistă.